# Liza Colón-Zayas
Liza Colón-Zayas, född 15 juli 1972 i New York, är en amerikansk skådespelare.
Colón-Zayas har bland annat medverkat i TV-serierna In Treatment från 2021 och The Bear (2022-2023). Hon har medverkat i filmen Skönheten i allt från 2016.

## Filmografi (i urval)

### Filmer
- 2002 – Unfaithful
- 2005 – Heights
- 2006 – Freedomland
- 2006 – United 93
- 2008 – Righteous Kill
- 2009 – Taking Chance
- 2011 – Margaret
- 2012 – Won't Back Down
- 2013 – Almost Friends (All Is Bright)
- 2016 – The Purge: Election Year
- 2016 – Skönheten i allt
- 2021 – Naked Singularity
- 2024 – IF – Låtsaskompisar
- 2026 – Spider-Man: Brand New Day

### TV-serier
- 1994 – Spanarna (TV-serie)
- 2001 – Tredje skiftet (TV-serie)
- 2002–2022 – I lagens namn (TV-serie)
- 2004 – Sex and the City (TV-serie)
- 2004 – Hope & Faith (TV-serie)
- 2004–2015 – Law & Order: Special Victims Unit (TV-serie)
- 2007 – Rescue Me (TV-serie)
- 2008 – House (TV-serie)
- 2009 – Nurse Jackie (TV-serie)
- 2010 – How to Make It in America (TV-serie)
- 2010 – Dexter (TV-serie)
- 2010 – Louie (TV-serie)
- 2011 – Hung (TV-serie)
- 2016 – Unforgettable (TV-serie)
- 2016 – Blue Bloods (TV-serie)
- 2017 – Bull (TV-serie)
- 2018 – Titans (TV-serie)
- 2021 – In Treatment (TV-serie)
- 2022–2025 – The Bear (TV-serie)